# Alexandre Markelbach

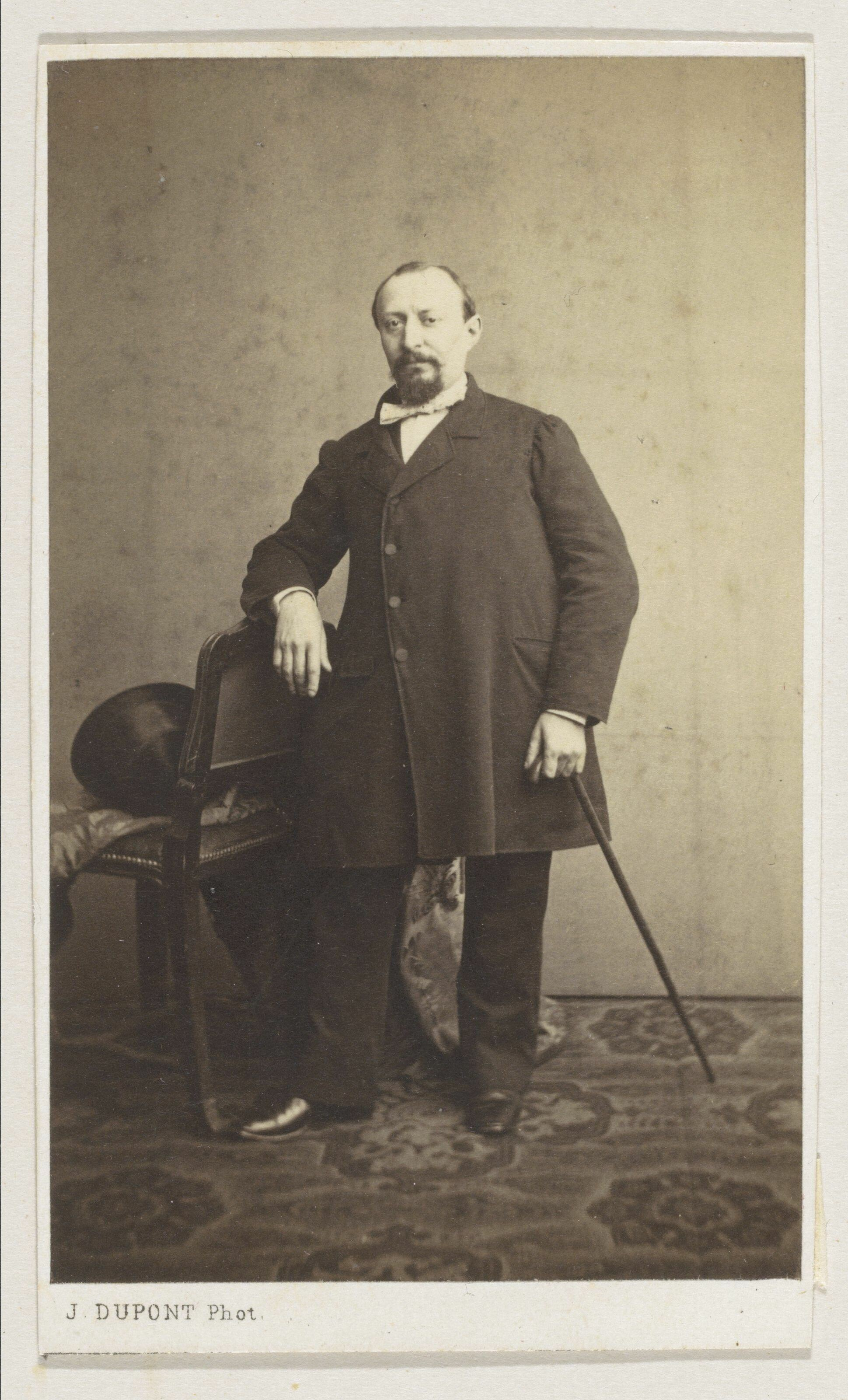
Alexandre Markelbach

Alexandre Pierre Jacques Markelbach (* 7. August 1824 in Antwerpen; † 20. Juli 1906 in Brüssel-Schaerbeek/Schaarbeek) war ein belgischer Genre- und Kirchenmaler.
Alexandre Markelbach war der Enkel eines österreichischen Offiziers, der Ende des 18. Jahrhunderts nach Belgien ausgewandert war, und der Sohn eines in Antwerpen lebenden Industriellen.

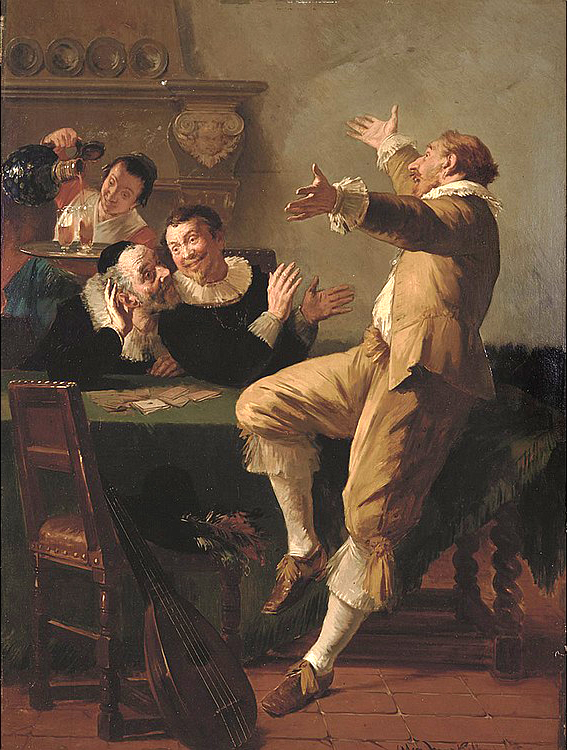
Ein Kartenspiel

Markelbach studierte an der Koninklijke Academie voor Schone Kunsten van Antwerpen bei Philippe Jacques van Bree. Er malte 1843 eine „Jungfrau mit Rosenkranz“, die ihm 1845 auf dem Dreijahres-Salon in Antwerpen Erfolg brachte, und setzte seine Ausbildung ab 1845 in München bei Wilhelm Kaulbach fort. Drei Jahre später kehrte er nach Antwerpen zurück. Nach seiner Heirat im Jahr 1858 ließ er sich in Brüssel nieder.
Er begann als Maler von historischen Genreszenen. Er unternahm zwei Studienreisen nach Italien. Nach seiner Rückkehr nach Belgien begann er mit religiöser Malerei.
Alexandre Markelbach wurde am 1. März 1883 zum Korrespondenten und am 10. Januar 1889 zum Mitglied der ersten Klasse der Akademie der Schönen Künste gewählt. 1883 wurde er korrespondierendes und 1889 ordentliches Mitglied der Königlichen Akademie von Belgien.